# Boda Regia
Boda Regia es un festival medieval que se celebra desde 2004 el primer fin de semana de agosto de cada año en el municipio cacereño de Valencia de Alcántara en España. En 2016 fue declarada Fiesta de Interés Turístico de Extremadura.

## Descripción
El Festival Transfronterizo Boda Regia, que en 2022 alcanzó su XVII edición, es un festival medieval que conmemora el hecho histórico que tuvo lugar en Valencia de Alcántara: la boda entre la Infanta Isabel de Aragón y el rey D. Manuel I de Portugal, y que se celebra el primer fin de semana de agosto de cada año.
El festival cuenta con animación de calle, mercado artesanal, recreación de la vida cotidiana medieval en el barrio gótico-judío de la localidad, danzas medievales, talleres infantiles, visitas guiadas al patrimonio histórico; los momentos más destacados del festival son el desfile de comitivas reales y, como punto álgido, la representación teatral de la boda, que se realiza en la explanada de la Iglesia de Nuestra Señora de Rocamador. En las últimas ediciones se han incluido talleres y la Ruta de la Tapa Isabelina.
En el festival participan aproximadamente 250 vecinas y vecinos que, de manera voluntaria, recrean el ambiente y participan en los diferentes actos que se representan.

### Historia del Festival
En el año 2004, el Ayuntamiento de Valencia de Alcántara, a través de los convenios, realizó la contratación de una serie de personas técnicas (historiadoras, documentalistas, gestoras e informáticas) bajo el proyecto denominado “El Curioso Averiguador”, que tenía el objetivo de dinamizar la cultura y actuar sobre el patrimonio histórico de Valencia de Alcántara.
Este proyecto consiguió catalogar y ordenar los fondos de la biblioteca municipal, trasladar y ordenar el archivo histórico municipal y la apertura del centro de interpretación, así como la creación de visitas culturales al patrimonio histórico. Además, con la idea de crear un acontecimiento cultural para la promoción turística de la zona, y bajo el hecho histórico acaecido en la localidad en 1497, se puso en marcha el 5 y 6 de agosto de 2005 el I Festival Medieval Boda Regia. El festival tenía tres ejes de actuación: dramatización del hecho histórico, actividades de difusión del patrimonio local y actividades lúdicas. Esta primera edición contó con una amplia participación popular, de asociaciones y de participación ciudadana, con cientos de vecinas y vecinos ataviados, y que atrajo gran influencia de visitantes. En los años siguientes el evento se fue consolidando en participación.
En el año 2012 el festival adquirió carácter transfronterizo, con la firma de un acuerdo de colaboración entre el Ayuntamiento de Valencia de Alcántara y la Câmara Municipal de Marvão. A partir de aquel año asociaciones y colectivos de ambas poblaciones comenzaron a colaborar en el festival, que se celebra tanto en territorio español como portugués. En el año 2013 además se ratificó el acuerdo histórico realizado entre las dos villas en el año 1313, según consta en el archivo histórico municipal.
Desde el año 2016, la fiesta ha alcanzado la declaración de Fiesta de Interés Turístico Regional.

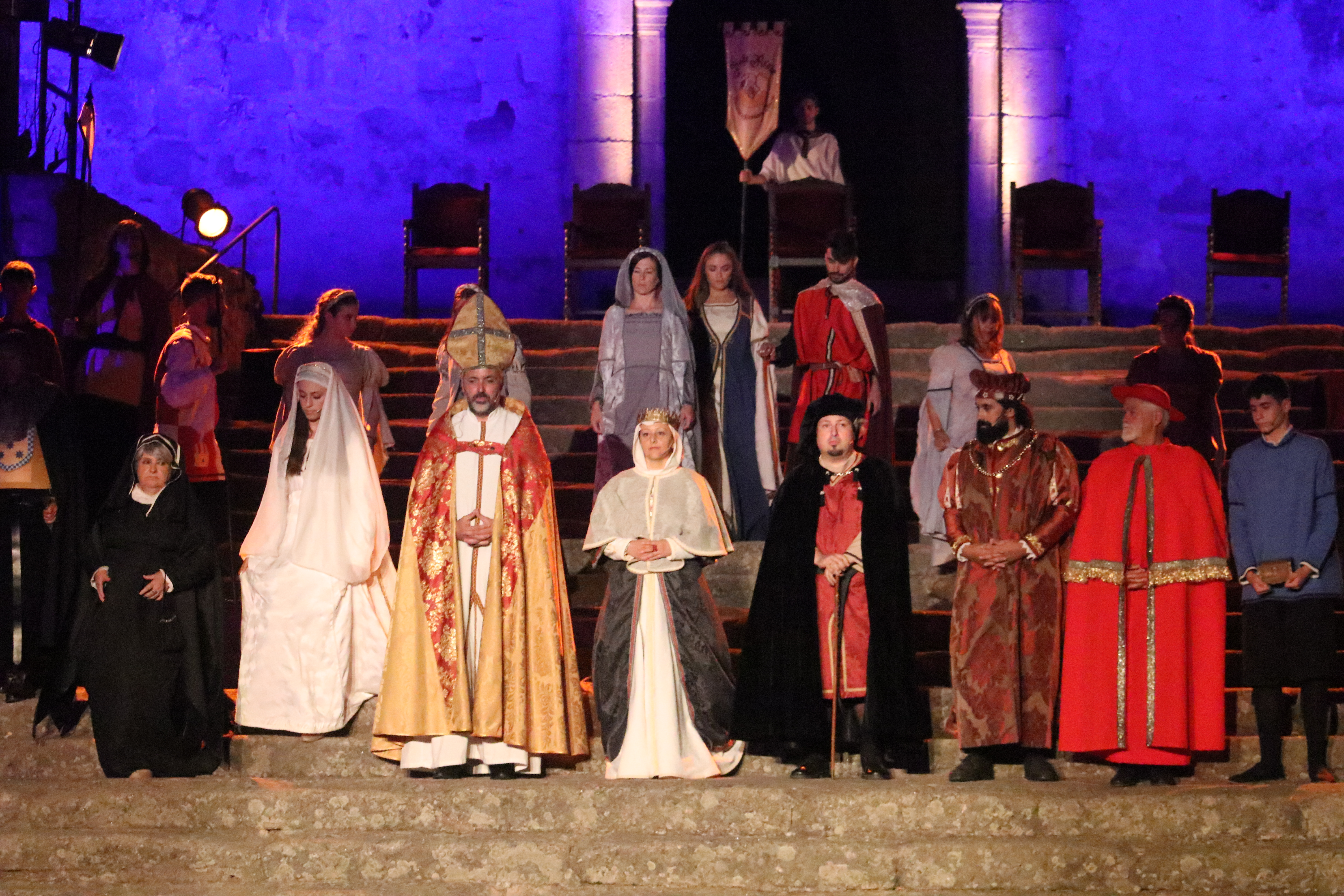
Representación de la Boda Regia en la Explanada de Rocamador.

## Hecho histórico
La boda entre la hija primogénita de los Reyes Católicos y el Rey de Portugal Manuel I, conocido por el Afortunado o el Grande, se celebró en Valencia de Alcántara en octubre de 1497. Los prolegómenos del enlace vinieron caracterizados por el estado de viudedad de la infanta y el estado de soltería y juventud del rey portugués.
Sobre la boda de la Infanta Isabel de Aragón y el Rey de Portugal Manuel I existen diversos documentos que atestiguan la veracidad del enlace en la villa de Valencia de Alcántara, aunque hay que apuntar también la ubicación de este acontecimiento por parte del cronista real Andrés Bernáldez, que en su “Crónica de los Reyes Católicos” la situó en Alcántara, probablemente debido a un error del copista al interpretar Vª como Villa, en vez de como Valencia.
Por lo general, son mayoría las fuentes que atestiguan que la boda se realizó en Valencia de Alcántara, existiendo documentos que especifican que aunque en un principio, buscando un lugar de La Raya entre España y Portugal, se pensó en la villa cacereña de Ceclavín; debido a los inconvenientes por la dificultosa comunicación y la terrible sequía que sufría Ceclavín y su zona, se decide finalmente que los novios se deben encontrar en Valencia de Alcántara, donde también se han de festejar los desposorios.

## Premios y reconocimientos
- El 13 de mayo de 2016, mediante su publicación en el Diario Oficial de Extremadura, la fiesta "La Boda Regia" fue declarada como Fiesta de Interés Turístico de Extremadura.[10]
- En el año 2018, el festival fue galardonado con el Premio San Pedro de Alcántara a la participación ciudadana.[15][16]